# Petar Metličić
Petar Metličić (25 de diciembre de 1976, Split) fue un jugador de balonmano croata. Su último equipo fue el Montpellier HB. Es el jugador que más veces ha representado a Croacia internacionalmente.

## Selección nacional
Es capitán de la Selección de balonmano de Croacia, que ganó una medalla de oro en los Juegos Olímpicos de 2004 en Atenas, así como en 2003 en el Campeonato Mundial de Balonmano en Portugal. En el Campeonato de 2005 en Túnez quedaron en segundo puesto.

## Equipos
- RK Split (-1998)
- RK Metković (1998-2002)
- Ademar León (2002-2005)
- BM Ciudad Real (2005-2010)
- RK Celje (2010-2012)
- Montpellier HB (2012-2013)

- Datos: Q725973